# Garrido fino
Garrido fino es una cepa de uva blanca (Vitis vinifera) originaria de la provincia de Sevilla, en España. Se cultiva en el Aljarafe. Se utiliza mezclada con otras variedades, aunque en algún caso se ha elaborado vino varietal. Produce vinos blancos, espumosos y generosos. 
Según la Orden APA/1819/2007, de 13 de junio (BOE del día 21), la variedad garrido fino está recomendada en la comunidad autónoma de Andalucía. 